# John Godina
John Godina, född 31 maj 1972, Fort Sill, Oklahoma, USA är en amerikansk före detta friidrottare som tävlade i kulstötning och diskuskastning.
Godina är en av de främsta manliga kulstötarena genom tiderna. Han vann totalt tre världsmästerskap. Hans första mästerskap var VM 1995 i Göteborg där han vann guld med en stöt på 21,47. Vid Olympiska sommarspelen 1996 slutade han tvåa efter landsmannen och världsrekordshållaren Randy Barnes.
Under 1997 blev han bronsmedaljör vid inomhus-VM och utomhus vann han guld i Aten med en stöt på 21,44. Han deltog även vid inomhus-VM 1999 då han slutade tvåa. Vid utomhus-VM 1999 i Sevilla misslyckades han att försvara sitt guld då han bara slutade sjua.
Han deltog även vid Olympiska sommarspelen 2000 då han blev bronsmedaljör med en stöt på 21,20. Under 2001 vann han guld både vid VM inomhus och vid VM utomhus.
Hans sista stora titel vann han vid VM-inomhus 2003 då han slutade tvåa. Han var i final både vid VM 2003 och vid Olympiska sommarspelen 2004 men blev åtta respektive nia.
Godina tävlade även i diskus där han bara tog sig till två mästerskapsfinaler vilket var VM 1997 där han blev femma och vid VM 1995 då han blev tia.

## Personligt rekord
- Kulstötning - 22,20
- Diskuskastning - 69,91